# Inferno (batteur)
Pour les articles homonymes, voir Inferno.
Zbigniew Robert Promiński alias Inferno est le batteur du groupe de blackened death metal Behemoth.

## Biographie
Inferno est né le 30 décembre 1978 à Tczew en Pologne. Il est le batteur du groupe Behemoth depuis 1997. Il est aussi membre des groupes Azarath et Witchmaster.

## Discographie
Behemoth
- Bewitching the Pomerania (1997)
- Pandemonic Incantations (1997)
- Satanica (1999)
- Thelema.6 (2000)
- Antichristian Phenomenon Ep (2001)
- Zos Kia Cultus (Here and Beyond) (2002)
- Conjuration Ep (2003)
- Demigod (2004)
- Slaves Shall Serve (2005)
- The Apostasy (2007)
- Ezkaton (2008)
- At the Arena ov Aion – Live Apostasy (2008)
- Evangelion (2009)
- The Satanist (2014)
- I Loved You at Your Darkest (2018)
- Opvs Contra Natvram (2022)

Autres apparitions
- Damnation - Rebel Souls(1996)
- Damnation - Coronation (1997)
- Damnation - Resurrection Of Azarath (2003)
- Azarath - Demonseed (2001)
- Azarath - Infernal Blasting (2003)
- Azarath - Diabolic Impious Evil (2006)
- Azarath - Praise the Beast (2009)
- Witchmaster - Masochistic devil worship (2003)
- Witchmaster - Witchmaster (2004)

## Kit de batterie
- Paiste Rude Cymbals[1]
  - Mega Bell Eclipse ride 24"
  - Wild hi-hat 14"
  - Wild Crash 17"
  - Wild Crash 18"
  - Wild Crash 19"
  - Novo China 18"
  - Novo China 20"
  - China 20"
  - Mega Cup Chime 13"

- Spaun Custom Series Kit[2]
  - 9x10 tom
  - 10x12 tom
  - 11x13 tom
  - 12x14 tom
  - 16x16 Floor Tom
  - 16x18 Floor Tom
  - 18x22 Kick Drum (x2)
  - 8x14 Signature Snare[3]

- Vic Firth 5B drumsticks[4]

- Monolit Czarcie Kopyto[5]

- Pearl Drum Rack and Hardware

- Alesis DM5 Drum Module

## Liens
- Profil d'Inferno sur le site officiel du groupe